# Abigail de Paiva Cruz
Abigail de Paiva Cruz (Cedofeita, Porto, 28 de abril de 1883 — São Sebastião da Pedreira, Lisboa, 8 de outubro de 1944) foi uma pintora naturalista, escultora, tecedora de rendas e activista feminista portuguesa.

## Biografia

### Primeiros Anos
Nascida na residência da sua família, situada no número 514 da Rua da Boavista, freguesia de Cedofeita, no Porto, a 28 de abril de 1883, Abigail de Paiva Cruz era filha de Albino José da Cruz, natural de Fajozes, e de Teresa de Castro e Paiva Cruz, natural de Moçâmedes, ambos oriundos de famílias burguesas e progressistas portuguesas. Apesar do pai, capitalista e proprietário, ter falecido a 11 de novembro de 1887, quando Abigail tinha apenas 4 anos, a sua mãe proporcionou-lhe uma educação e formação primorosa desde muito jovem até à idade adulta, mesmo quando à época, não era incentivada a instrução das mulheres nos ramos da medicina, advocacia ou das artes, por estarem associados a profissões estritamente masculinas. Era irmã de Adolfo de Paiva Cruz (1878), que faleceu com apenas 2 meses de idade, e de José Albino de Paiva Cruz (1881-1957), empresário e gestor da antiga Fábrica do Pego, em Santa Maria da Feira, durante a década de 1930, sendo a mais nova dos três filhos e a única filha do casal.

### Formação Artística
Contrariando a norma da época, Abigail ingressou na Academia Portuense de Belas-Artes, tornando-se discípula do pintor João Marques de Oliveira e do escultor António Teixeira Lopes, ainda antes da Primeira República, complementando os seus estudos com visitas ao antigo Museu Nacional de Belas Artes, actual Museu Nacional de Arte Antiga, também conhecido como Museu das Janelas Verdes, em Lisboa, na companhia de vários colegas, como o pintor Carlos Bonvalot, ou do professor de Anatomia Artística na Escola de Belas Artes de Lisboa, Henrique de Vilhena. Terminando os seus estudos, tal como muitos artistas portugueses fizeram durante o mesmo período, Abigail de Paiva Cruz decidiu prosseguir com a sua formação em Belas Artes e partiu para Paris.
Durante a sua estadia em França, nos anos da Belle Époque, a jovem artista inseriu-se rapidamente no efervescente e agitado meio artístico da cidade, travando fortes relações de amizade com pintores, escritores, músicos e até algumas proeminentes figuras da alta sociedade francesa, tais como o escritor e poeta Alphonse Métérié, com o qual manteve por vários anos uma longa amizade por correspondência, após o conhecer em 1910, na clínica La Colline, na Suiça, enquanto recuperava de fadiga. Nesses mesmo ano, Abigail de Paiva Cruz começou a expandir o seu portfólio e a experimentar novos meios, não só com a criação de novos quadros pintados a óleo e algumas estatuetas de estilo naturalista, como também através da arte dos bordados e rendas, onde se destacou nitidamente pelos seus motivos portugueses, urdidos graciosamente à maneira de Flandres.

### Exposições e Carreira Artística

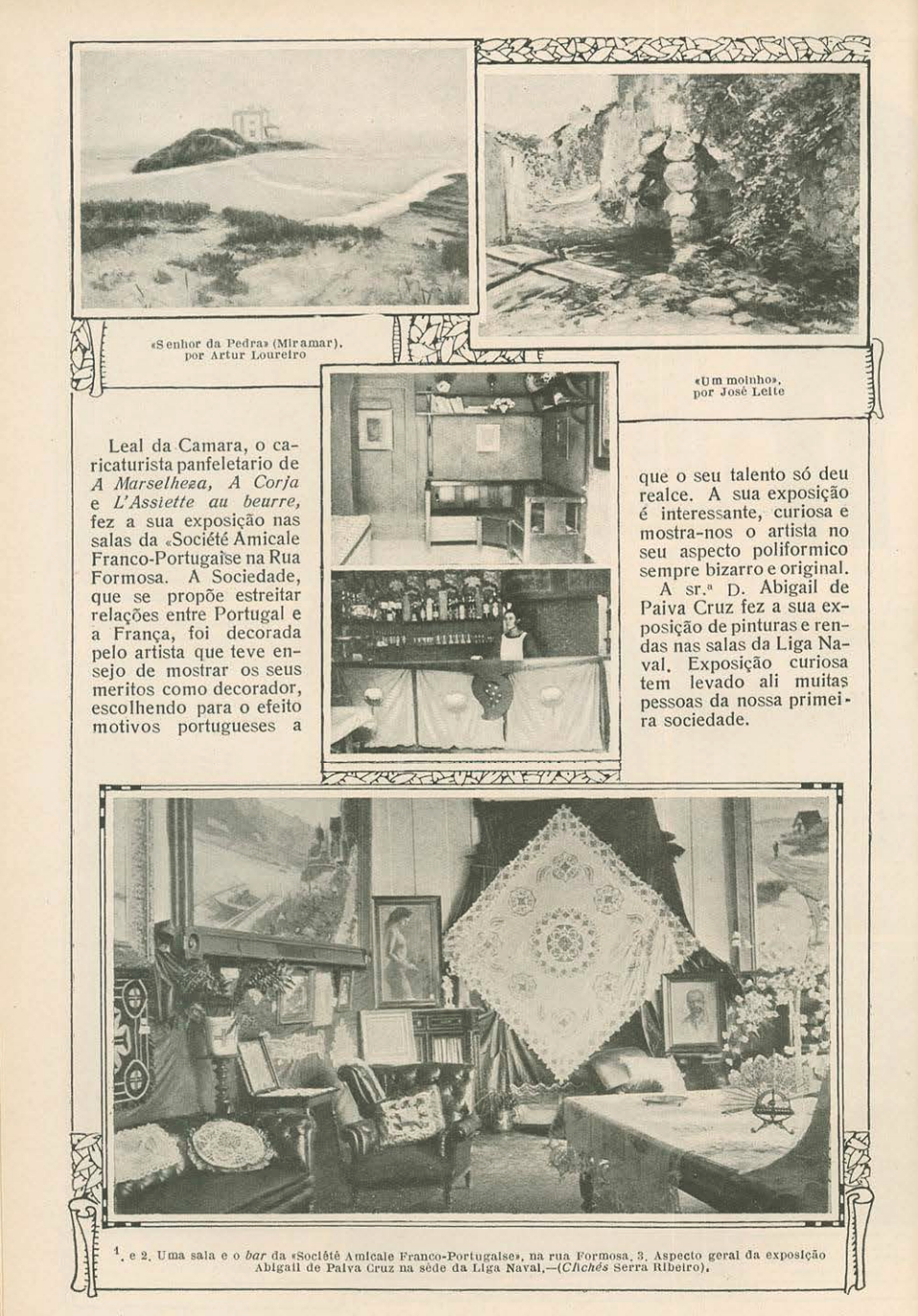
Artigo sobre a exposição de Abigail de Paiva Cruz na Liga Naval, em Lisboa (revista Ilustração Portuguesa, nº 734, p.18, 15 de Março 1920)

Com a ameaça de uma iminente guerra mundial em França, Abigail de Paiva Cruz regressou a Portugal, e em março de 1914 realizou a sua primeira exposição a solo no Palácio de Cristal da cidade do Porto, que contava com quarenta e quatro quadros da sua autoria.
Nos seguintes anos, realizou várias exposições em Lisboa, nomeadamente no Salão Bobone (1917), onde as vendas das suas obras revertiam para a o movimento de beneficência Cruzada das Mulheres Portuguesas, liderado pela Primeira Dama Elzira Dantas Machado e as activistas sufragistas Ana de Castro Osório, Ana Augusta de Castilho, Antónia Bermudes e Maria Benedita Mouzinho de Albuquerque de Faria Pinho, cujo trabalho prestava auxílio aos soldados portugueses destacados para o Corpo Expedicionário Português, durante a Primeira Guerra Mundial, e na Liga Naval (1920), assim como em Paris, na Casa Fast (1925), e ainda em Madrid, sendo esses eventos noticiados em inúmeros periódicos e revistas de então, como O Século, O Ocidente, ABC, Terra Portuguesa, Ilustração Portuguesa, Ecco Artístico, ou ainda as revistas luso-brasileira Atlântida, a espanhola Blanco y Negro ou a lisboeta Vida Feminina, onde a escritora e jornalista Sara Beirão lhe dedicou um artigo de página inteira, elogiando o seu trabalho artístico na arte das rendas e o seu merecido reconhecimento a nível internacional, enquanto relembrava os ministros e o estado português da importância de prestar apoio aos artistas nacionais pelos seus feitos.

### Activismo Social e Feminismo
Usufruindo do seu sucesso, em 1931, Abigail de Paiva Cruz abriu uma escola de rendas em Lisboa, na Rua das Picoas, nº 9, com o intuito de apoiar não só as artes de cariz mais tradicionais como a proporcionar a instrução de um ofício às mulheres, criando a oportunidade destas ganharem uma forma de sustento e independência financeira. Devido a esta iniciativa, foi convidada pela revista Portugal Feminino a criar nas suas páginas um curso de aprendizagem de rendas de agulha, bilros e croché para as suas assinantes.
Nesse mesmo ano, ingressou a convite da vice-presidente, Sara Beirão, no Conselho Nacional das Mulheres Portuguesas, uma organização feminista, liderada pela sufragista e médica Adelaide Cabete, com o objectivo de lutar e defender os direitos sociais e políticos das mulheres, juntamente com a pintora Emília dos Santos Braga, onde exerceu variadas funções, desde secretária (1936-1937) a presidente da comissão de Arte (1938). Durante esses anos, colaborou intensamente com inúmeras escritoras, artistas, professoras, médicas e outras activistas feministas no melhoramento das condições de vida e reivindicação de direitos das mulheres em Portugal. Dentro do movimento, trabalhou sobretudo em conjunto com as escritoras Anita Patrício, Beatriz Arnut, Branca de Gonta Colaço e a pintora Eduarda Lapa.

### Morte
Abigail de Paiva Cruz faleceu a 8 de outubro de 1944, vítima de enterite, com 61 anos de idade, em sua casa, situada no rés-do-chão do número 139 da Avenida Miguel Bombarda, freguesia de São Sebastião da Pedreira, em Lisboa. Nunca se casou ou deixou descendência. Foi sepultada no Cemitério de Agramonte, no Porto, onde possuía jazigo de família.